# Дьяконов, Пётр Иванович
Пётр Иванович Дья́конов (1855—1908) — русский врач, хирург, ординарный профессор Московского университета. Брат физика Д. И. Дьяконова.

## Биография
Происходил из дворян. Окончил Орловскую гимназию в 15 лет и отправился поступать на юридический факультет Санкт-Петербургского университета, однако по возрасту не был принят и вернулся в Орёл. В 1871 году вновь приехал в Санкт-Петербург  и поступил в Медико-хирургическую академию. Во время обучения в академии на формирование научного мировоззрения Петра Дьяконова наибольшее влияние оказали В. Л. Грубер и Е. И. Богдановский. В студенческие годы он участвовал в студенческих сходках и выступлениях, был членом народнического кружка, дважды арестовывался за революционную пропаганду среди рабочих и солдат и, в конце концов, был сослан в Великий Устюг. 
В 1877 году был мобилизован в действующую армию в качестве рядового в составе штрафного батальона. За храбрость, проявленную в боях с турками, он получил разрешение завершить образование в Медико-хирургической академии. Получив в 1879 году степень лекаря, поселился в селе Липовка Болховского уезда Орловской губернии, где занял должность земского врача. Перешёл на должность сверхштатного (июнь 1880), а затем штатного ординатора в Орловской губернской земской больнице. Здесь Дьяконов начал свою хирургическую деятельность, получил широкую известность в Орле, напечатал свои первые научные работы.
Получив разрешение жить в Москве под надзором полиции, Дьяконов вместе с семьёй переехал в 1884 году в Москву, где поступил на работу городским санитарным врачом и одновременно работал в глазной больнице. После сдачи экзамена на степень доктора начал работать над диссертацией.
По приглашению А. А. Боброва в 1887 году занял должность помощника прозектора кафедры оперативной хирургии и топографической анатомии Московского университета. Защитил докторскую диссертацию (1888) на тему «Статистика слепоты и некоторые данные к этиологии слепоты среди русского населения» и был утверждён в звании приват-доцента Московского университета. Прозектор (1890), экстраординарный профессор (1893) кафедры оперативной хирургии и топографической анатомии Московского университета. Одновременно, в 1893—1896 годах, по приглашению Н. Ф. Филатова П. И. Дьяконов заведовал небольшим хирургическим отделением детской клиники университета. В 1893 году также был приглашён консультантом в Басманную больницу. Возглавлял (1896—1901) хирургическую клинику Иверской общины сестёр милосердия. В этой клинике кроме самого Дьяконова работали многие сотрудники его кафедры. Всего за пять лет здесь было произведено свыше 600 операций. Наблюдения, проводимые в клинике, широко использовались в научных целях, клинику посещали многие врачи и студенты старших курсов медицинского факультета. 
В 1901 году, после конфликта с администрацией клиники, Дьяконов покинул её. В сентябре 1903 года Дьяконов возглавил госпитальную хирургическую клинику Московского университета в должности ординарного профессора — с 1903 года и до конца 1908 года выпустил 15 томов «Работы госпитальной хирургической клиники профессора П. И. Дьяконова».
Член Московского хирургического общества, неоднократно избирался его председателем, был одним из инициаторов съездов российских хирургов, активно участвовал в деятельности Пироговских съездов, член Пироговского общества врачей. Совместно с Н. В. Склифосовским основал и редактировал (1891—1895) журнал «Хирургическая летопись». С помощью А. П. Чехова начал в 1897 году издание журнала «Хирургия», редактором которого оставался до конца жизни.
Научная деятельность Дьяконова была связана преимущественно с исследованием проблем онкологии, хирургического лечения желчекаменной болезни. Дьяконов разработал способ интраплевральной торакопластики, операцию ринопластики, сконструировал специальный нож для этой операции, ввёл в практику ранние движения и раннее вставание больных после операций, был одним из пионеров асептики и пластической хирургии в России.
Умер в 1908 году. Похоронен на Ваганьковском кладбище; могила утрачена.
Сочинения:
- Статистика слепоты и некоторые данные к этимологии слепоты среди русского населения. — М., 1888
- Лекции оперативной хирургии. Вып. 1—4. — М., 1901—1905 (в соавт.)
- Болезни шеи. — СПб., 1902
- Общая оперативная хирургия. — СПб., 1903